# Sharp Objects
Sharp Objects es una miniserie estadounidense de thriller psicológico basada en la novela homónima de Gillian Flynn que se estrenó el 8 de julio de 2018 en HBO. Creada por Marti Noxon y dirigida por Jean-Marc Vallée, la serie está protagonizada por Amy Adams como Camille Preaker, una reportera con asuntos del pasado sin resolver que regresa a su ciudad natal para investigar los asesinatos de dos niñas.

## Sinopsis
Camille Preaker es una reportera en San Luis con un pasado problemático. Un pasado que está a punto de volver a atraparla cuando su editor la envía a su casa en Wind Gap, Missouri, para informar sobre algunos asesinatos inquietantes de chicas. El año anterior ocurrió un asesinato, pero ahora otra chica, Natalie, ha desaparecido. Ella dice:que puede manejarlo "si tengo suficiente bourbon", pero ha pasado casi una década desde la última vez que vio a su familia, y parece que no tiene un buen manejo de sus problemas. 
Conduce a casa a regañadientes, y como con Camille es el trabajo antes que el placer, es una total tortura psicológica el ver a su madre. Allí primero se encuentra con el jefe de policía, Vickery, para preguntarle por las muchachas. Ann Nash (la chica que fue asesinada el otoño pasado) fue estrangulada con un tendedero y se la dejó colgada en un arroyo en el bosque. Ahora todo el pueblo está peinando esos mismos bosques en busca de Natalie Keene, por lo que ella se une a ellos en su búsqueda finalmente infructuosa. Temprano a la mañana siguiente, se encuentra el cuerpo de Natalie. Al igual que Ann, le sacaron los dientes y la ciudad está oficialmente alborotada. 
Llega el importante detective de Kansas City, Richard Willis. Parece profesional, y se las arreglan para llevarse bien a pesar de que su terreno común es el espantoso asesinato de una chica. 
A lo largo del curso de su investigación, nos encontramos con una gran cantidad de personas con diversos problemas. Está la hermana pequeña de Camille, Amma, que a veces es espeluznante o abiertamente sexual y, sin embargo, siempre es extremadamente cruel y manipuladora. La madre de Camille, Adora, es fría y distante en un grado inquietante (como podría haber tenido una lobotomía frontal sin que Camille lo supiera). También descubrimos que Camille tenía otra hermana pequeña, Marian, que murió de una enfermedad misteriosa. También está Alan, el padrastro de Camille, que es tan raro que come sardinas en lata como tentempié. Y esas son solo las personas que viven en su casa. 
También hay amigos de la escuela secundaria que todavía luchan por ganar popularidad, habitantes de la ciudad que resienten el estigma de estar en el lado equivocado de las vías del tren y las familias afligidas de Ann y Natalie. 
Camille es una investigadora motivada, pero constantemente se ve descarrilada por los problemas sociales de un pueblo pequeño, su vida familiar desordenada, su incipiente relación con Richard Willis y su alcoholismo. También ha sido hospitalizada en el pasado porque tiene la costumbre de tallar palabras en su propia piel con objetos afilados (alerta de título), por lo que también se distrae con ese impulso (y la necesidad de ocultarlo). 
Ella encuentra un testigo del secuestro de Natalie, un chico llamado James Capisi, pero su historia está desacreditada porque tiene una madre enferma y una historia sobre Natalie siendo agarrada por una mujer fantasmal vestida de blanco. Ella entrevista a las familias de las chicas (incluido el hermano mayor de Natalie, John, que rápidamente se está convirtiendo en el sospechoso más probable) y a la gente del pueblo que puede tener algún chisme jugoso, e interroga al imperturbable Richard en busca de cualquier detalle que pueda tener. 
Aparte de descubrir la inclinación verdaderamente inquietante de la ciudad por la violencia, Camille no puede hacer mucho progreso. Entonces las cosas empiezan a ir cuesta abajo. Camille se ve envuelta en una borrachera de drogas y alcohol con Amma y se da cuenta de que su hermana pequeña está bastante perturbada psicológicamente. Se emborracha y se acuesta con John Keene. Se emborracha con su madre y se da cuenta de que los cuidados de enfermería de su madre siempre la enferman más. Ella comienza a pensar que su madre puede ser quien mató a Ann y Natalie. 
Decide intentar encontrar información sobre la muerte de Marian y encuentra a una enfermera que le confiesa que sabía que Adora era la que enfermaba a Marian. Se trata de una patología llamada Síndrome de Münchhausen,que es cuando una madre envenena a su propio hijo porque son adictos a la atención que reciben. Cuando Camille le confiesa su descubrimiento a Richard, él le dice que siempre sospecharon de su madre. Adora es arrestada y encuentran un montón de drogas ilegales en su posesión que ha estado usando para envenenar a Marian, Camille y Amma durante años. 
Amma se va a Chicago a vivir con Camille. Alguien tiene que tomar la custodia, pero las cosas no empiezan a mejorar, ya que ella todavía está psicológicamente inestable. Pero no es hasta que mata a uno de sus nuevos compañeros de escuela que se descubre que fue ella quien mató a Ann y Natalie. Ella había estado usando sus dientes para replicar el piso de marfil del dormitorio de su madre en su elaborada réplica de casa de muñecas de su hogar natal.

## Elenco y personajes

### Principales
- Amy Adams como Camille Preaker, reportera alcohólica recientemente dada de alta de un hospital psiquiátrico.
  - Sophia Lillis como la versión juvenil de Camille Preaker
- Patricia Clarkson como Adora Crellin, madre de Camille.
- Chris Messina como el Detective Richard Willis
- Eliza Scanlen como Amma, media hermana de Camille e hija de Adora y Alan.
- Matt Craven como Bill Vickery, jefe de policía de Wind Gap.
- Henry Czerny como Alan Crellin, el padre de Amma, el esposo de Adora y el padrastro de Camille.
- Taylor John Smith como John Keene, hermano de la segunda víctima de asesinato de Wind Gap, Natalie Keene.
- Madison Davenport como Meredith Wheeler, novia de John Keene.
- Miguel Sandoval como Frank Curry, editor de Camille.
- Will Chase como Bob Nash, padre de Ann Nash, la primera víctima de asesinato de Wind Gap.
- Jackson Hurst como Kirk Lacey
- Lulu Wilson como Marian Crellin, media hermana de Camille, murió frente a ella cuando eran niñas, primera hija de Adora y Alan y hermana de Amma.
- Elizabeth Perkins como Jackie O'Neill, una conocida de Camille.

### Recurrentes
- Jennifer Aspen como Jeannie Keene, madre de John y Natalie Keene.
- David Sullivan como Chris, el dueño del bar al que Camille acude con frecuencia en Wind Gap y un viejo amigo suyo.
- Reagan Pasternak como Katie Lacey
- Sydney Sweeney como Alice, joven compañera de cuarto de Camille durante su estadía en un hospital psiquiátrico.
- Hilary Ward como Becca
- Beth Broderick como Annie B
- Barbara Eve Harris como Eileen
- Emily Yancy como Gayla, ama de llaves de Adora y Alan.

## Episodios
| N.º | Título    | Dirigido por     | Escrito por                   | Fecha de emisión original | Audiencia (millones) |
| --- | --------- | ---------------- | ----------------------------- | ------------------------- | -------------------- |
| 1 | «Vanish»  | Jean-Marc Vallée | Marti Noxon                   | 8 de julio de 2018        | 1.54                 |
| Camille Preaker, una reportera de St. Louis, lucha contra el alcoholismo y la autolesión. Ella tiene recuerdos de su problemática infancia en la pequeña ciudad de Wind Gap, Misuri. Su editor, Frank Curry, le ordena regresar a Wind Gap, donde una niña de 13 años, Ann Nash, fue asesinada el verano anterior, y otra, Natalie Keene, de 14 años, está desaparecida. Los recuerdos de Camille se intensifican cuando regresa y después de un par de días, se va a vivir con su madre socialite, Adora Crellin, su padrastro y su media hermana, Amma. Ella se encuentra con el detective Richard Willis durante una búsqueda. Luego habla con Bob Nash sobre la desaparición de su hija. Más tarde ese día, el cuerpo de Natalie Keene es descubierto en el callejón detrás de la estación de policía. Amma y Camille hablan sobre su hermana del medio, Marian, quien había muerto cuando Camille era más joven, y Amma admite secretamente que no le gusta como la trata su madre y se comporta como una niña para ocultar su lado rebelde. Durante un baño, se revela que Camille ha tallado la palabra "desaparecida" en su brazo. |           |                  |                               |                           |                      |
| 2 | «Dirt»    | Jean-Marc Vallée | Gillian Flynn                 | 15 de julio de 2018       | 1.10                 |
| Richard se pregunta por qué Ann fue encontrada en el bosque en el lugar donde fue asesinada; sin embargo, se descubrió que Natalie fue colocada en el centro de la ciudad y le arrancaron los dientes con unas pinzas. Camille ve a Richard tomando muestras de suelo de los neumáticos de Bob Nash. Adora, que ha mantenido la habitación de Marian como un santuario, continúa menospreciando a Camille, a quien ella acusa de avergonzar a la familia a través de su investigación. Camille cree que el hermano mayor de Natalie, el estudiante de último año de secundaria, se destaca en Wind Gap, y los niños del vecindario le dicen que "La mujer de blanco" se llevó a Natalie. El jefe de policía Bill Vickery implica que el niño que vio esto es mentira y no se puede confiar en él. Camille dice que solían asustarse mutuamente con historias sobre que La mujer de blanco secuestraba a niños, pero Vickery y Richard insisten en que un hombre asesinó a Natalie y Ann. Adora acusa a Camille de estar ebria en el funeral de Natalie y dice que ella le recordó a Camille cuando era joven y que trató de ayudarla. |           |                  |                               |                           |                      |
| 3 | «Fix»     | Jean-Marc Vallée | Alex Metcalf                  | 22 de julio de 2018       | 1.03                 |
| Después de una fiesta, una Amma borracha choca con un carrito de golf en los rosales de su madre. Camille recuerda su estancia en un centro psiquiátrico, donde compartió una habitación con una joven llamada Alice. Se convierten en amigas, pero Alice se suicida bebiendo un limpiador y una devastada Camille se corta las muñecas. En el presente, Camille entrevista a Bob Nash, quien cree que John Keene estuvo involucrado. Vickery llama a Adora, quien llega y reprende a Camille mientras consuela a Bob. Más tarde, John Keene acusa a Bob Nash de estar involucrado. La novia de John, Ashley Wheeler, es una de las pocas personas amigables con Camille. Después de una conversación entre Adora y Vickery, Adora advierte a Amma sobre Camille y dice que ella es peligrosa. Richard se siente frustrado por la falta de cooperación de los habitantes de Wind Gap y por Vickery que menosprecia su creencia de que el asesino es de ahí. Él le dice a Camille que se mantenga fuera de su camino. Se revela que Adora también conocía a Ann y le daba clases de tutoría. |           |                  |                               |                           |                      |
| 4 | «Ripe»    | Jean-Marc Vallée | Vince Calandra                | 29 de julio de 2018       | 0.93                 |
| Camille asiste a un almuerzo con Jackie y sus otras amigas, donde hablan sobre Bob Nash y John Keene. Poco después, ella le muestra a Richard varias escenas de crímenes dentro de Wind Gap antes de llevarlo a un cobertizo de caza en el bosque donde antes los deportistas de una escuela secundaria tenían relaciones sexuales con animadoras. Un flashback muestra a Camille como una animadora perseguida por un grupo de chicos antes de ser aparentemente violada. Se revela que Amma creó carteles desagradables de John Keene, quien pronto será despedido de su trabajo en la fábrica de cerdos de Adora debido a su reputación. A medida que se acerca el día Calhoun, Amma practica una obra teatral y coquetea con su maestro en privado. Alan se enfada con Adora, quien luego habla con Camille sobre lo decepcionada que está con ella porque siempre estuvo en su contra cuando era una adolescente antes de finalmente informarle que huele "fétido". Esa noche, Camille se entera de John Keene que Amma era muy amiga de Ann y Natalie. Como resultado, Camille tiene una visión inquietante de la muerte de Amma en el cobertizo. |           |                  |                               |                           |                      |
| 5 | «Closer»  | Jean-Marc Vallée | Scott Brown                   | 5 de agosto de 2018       | 1.17                 |
| Los habitantes comienzan a vestirse con ropa antigua debido a que en el patio trasero de la casa de Adora se realizará una celebración del Día Calhoun mientras que Amma descubre el artículo de Camille sobre los asesinatos. Enojada, Amma le roba la ropa a Camille en el vestidor cuando compra un atuendo y Camille se ve obligada a revelar sus cicatrices frente a Amma y su madre, quien está dolida de que lo haya hecho por despecho. Una Amma llena de culpa pronto le presenta a Camille un vestido y se disculpa. Durante el Día Calhoun, Richard se da cuenta de que Bob Nash bebe mucho en la fiesta mientras Ashley se enfrenta a Camille por no incluirla en el artículo. Adora nota que Camille está hablando con Richard y lo lleva a un tour privado de la casa donde ella le dice que Camille es peligrosa. Durante la obra, surge una pelea entre Bob y John y Amma huye asustada. Los invitados van a buscar a Amma, pero Camille la encuentra herida en el cobertizo y la lleva a casa. Más tarde esa noche, Adora le explica a Camille por qué ella nunca la amó. Una perturbada Camille huye y llega al motel de Richard y tiene relaciones sexuales con él. |           |                  |                               |                           |                      |
| 6 | «Cherry»  | Jean-Marc Vallée | Dawn Kamoche & Ariella Blejer | 12 de agosto de 2018      | 1.13                 |
| Alan culpa a Camille por la enfermedad de su madre y la regaña por mencionar sobre las niñas muertas y amenaza con echarla. Los flashbacks muestran a Camille como una animadora en la escuela secundaria, durante la cual sus amigas hacen comentarios desagradables sobre su período; Becca, la única chica negra, la ayuda y se da cuenta de la palabra "Cereza" grabada en su muslo. En la actualidad, Camille se une a sus viejas amigas a ir a la casa de una ellas y solo se conecta con Becca. Richard profundiza en el pasado de Camille y visita el hospital psiquiátrico. Esa noche, mientras Camille compra licor, encuentra a Amma y sus amigos, que la invitan a una fiesta. Allí, John y Ashley aparecen, pero pronto Amma y sus amigos abusan de los dos, lo que hace que se vayan. Amma convence a Camille para que tome OxyContin y éxtasis y las dos patinan recorriendo Wind Gap. Las dos regresan a casa y pronto Amma le pide que la llevé a St. Louis. Amma y Camille se desmayan en el dormitorio de Camille mientras Adora mira con tristeza. |           |                  |                               |                           |                      |
| 7 | «Falling» | Jean-Marc Vallée | Gillian Flynn & Scott Brown   | 19 de agosto de 2018      | 1.25                 |
| Camille se despierta para encontrarse en la cama y siendo tratada por Adora. Mientras tanto, Richard continúa investigando a Marian Crellin y descubre que en realidad fue envenenada por Adora, que probablemente tiene el síndrome de Munchausen por poder. Bajo el pretexto de la medicina para su resaca, Adora también le da veneno a Amma. Mientras la policía lo busca, Camille descubre a John Keene en un bar donde los dos hablan antes de ir a una habitación de motel y tener relaciones sexuales. Poco después, la policía llega y arresta a John. Richard regaña a Camille después de verla en la cama con John, terminando su relación. Camille se entera de la condición de su madre a través de Jackie, y también que el cuerpo de Marian fue cremado para evitar sospechas. Después de irse a toda prisa, Camille se dirige a Curry y rechaza su petición de que regrese a St. Luis, con la intención de enfrentarse a su madre. |           |                  |                               |                           |                      |
| 8 | «Milk»    | Jean-Marc Vallée | Marti Noxon & Gillian Flynn   | 26 de agosto de 2018      | 1.76                 |
| Camille regresa a casa para encontrar a su familia sentada para la cena. Ella finge estar enferma para desviar la atención de Adora de Amma. Adora envenena a Camille hasta el punto de casi morir. Richard toca la puerta y pregunta por Camille. Su padrastro dice que ella está en la casa de una novia. Richard llega más tarde con Curry y el jefe Vickery, y Adora es arrestada por envenenar a sus hijas. Richard encuentra unas pinzas sangrientas que coinciden con los asesinatos anteriores y también descubre las cicatrices dañinas de Camille. Mientras se está recuperando en el hospital, Richard le dice a Camille que su madre le estaba administrando un veneno para ratas con el que Amma ya había desarrollado una tolerancia a lo largo de los años. Amma se muda con Camille a St. Louis y se hace amiga de una chica llamada Mae que desaparece un día. Camille encuentra un diente dentro de la casa de muñecas de Amma y se da cuenta de que el piso de una habitación está hecho de dientes (imitando los pisos de marfil en el dormitorio de Adora). Amma ve a Camille mirando el diente y le dice: "No le digas a mamá". En una escena a mitad de los créditos, se revela que Amma es la asesina, ya que se la ve con sus amigas estrangulando a Ann en el bosque y a Natalie en la cochera de la familia Wheeler, porque estaba celosa de la atención que Adora les prestaba. Además, también se la ve matando a Mae, ya que Amma la acusó de intentar impresionar y captar la atención de Camille por su elección de profesión. Una breve escena poscréditos muestra a Amma parada en el borde del bosque con un vestido blanco, confirmando que ella, y no Adora, era la "Mujer de Blanco" vista por James Capisi. |           |                  |                               |                           |                      |

## Producción

### Desarrollo
En 2008, se informó que la novela de Gillian Flynn Sharp Objects estaba en desarrollo por la productora francesa Pathé con Andrea Arnold como directora. Para 2012, se informó que había optado por la novela y que Alliance Films y que Jason Blum se convertiría en productor. Posteriormente, Marti Noxon se acercó a Blum con su visión para una serie de televisión de ocho episodios.
El 8 de julio de 2014, se anunció que Blumhouse Productions y Entertainment One estarían desarrollando y produciendo un drama basado en la novela debut de Gillian Flynn. Noxon se desempeñaría como productora ejecutiva, guionista y showrunner, mientras que Jean-Marc Vallée se desempeñaría como director y productor ejecutivo.
El 1 de abril de 2016, se anunció que HBO le había dado a la producción un pedido de ocho episodios. El 15 de mayo de 2018, se anunció que la serie se estrenaría el 8 de julio de 2018. El 25 de julio de 2018, el presidente de programación de HBO Casey Bloys confirmó que, a diferencia de la serie de HBO Big Little Lies que originalmente se ordenó como una serie limitada antes de ser renovada para una segunda temporada, Sharp Objects no volverá para más episodios después del octavo episodio.

### Casting
El 19 de febrero de 2016, se informó que Amy Adams se había unido al proyecto como la protagonista. En marzo de 2017, se anunció que Patricia Clarkson, Eliza Scanlen, Elizabeth Perkins, Madison Davenport, Chris Messina, Matt Craven, y Taylor John Smith habían sido elegidos para papeles principales en la serie. También se anunció que Will Chase, Jackson Hurst, y Jennifer Aspen se habían unido al reparto para aparecer de forma recurrente. El 22 de mayo de 2017, se anunció que David Sullivan, Reagan Pasternak, Sydney Sweeney, Hilary Ward, y Sophia Lillis habían sido seleccionados para papeles recurrentes.

### Rodaje
El 18 de enero de 2017, se reveló que la serie comenzaría a filmarse el 6 de marzo de 2017. Los lugares de rodaje incluyeron Barnesville, Georgia; Los Ángeles, California; Redwood Valley, California; Santa Clarita, California; y Mendocino, California.

### Marketing
El 22 de abril de 2018, fue lanzado el teaser tráiler. El 5 de junio de 2018, se lanzó el tráiler oficial.
El 7 de junio de 2018, la serie tuvo su estreno mundial durante la proyección de la noche de apertura en el ATX Television Festival en Austin, Texas. Tras el estreno, se realizó un panel de preguntas y respuestas con Amy Adams, Marti Noxon, Gillian Flynn, Jean-Marc Vallée y Jason Blum.

## Recepción

### Críticas
La serie recibió una respuesta positiva antes de su estreno. En Rotten Tomatoes, la serie tiene una calificación de aprobación del 96% con una calificación promedio de 8.39 basada en 72 reseñas. El consenso crítico del sitio web dice, «Una combustión lenta casi insoportable, Sharp Objects mantiene su control con una atmósfera inquebrantable y un elenco sobresaliente liderado por una magnífica Amy Adams». En Metacritic, que usa un promedio ponderado, asignó a la serie una puntuación de 78 sobre 100 basada en 34 reseñas, lo que indica «reseñas generalmente favorables».

### Premios y nominaciones
| Premiación                           | Categoría                                                  | Nominado(s) | Resultado | Ref.          |
| ------------------------------------ | ---------------------------------------------------------- | --- | --------- | ------------- |
| Premios Gotham de Cine Independiente | Breakthrough Series – Long Form                            | Sharp Objects | Nominado  | [ 34 ]        |
| Golden Globes Awards                 | Mejor miniserie o telefilme                                | Sharp Objects | Nominada  | [ 35 ]        |
| Golden Globes Awards                 | Mejor actriz de miniserie o telefilme                      | Amy Adams | Nominada  | [ 35 ]        |
| Golden Globes Awards                 | Mejor actriz de reparto de serie, miniserie o telefilme    | Patricia Clarkson | Ganadora  | [ 35 ]        |
| Critics' Choice Television Awards    | Mejor miniserie                                            | Sharp Objects | Nominada  | [ 36 ]        |
| Critics' Choice Television Awards    | Mejor actriz en miniserie o telefilme                      | Amy Adams | Ganadora  | [ 36 ]        |
| Critics' Choice Television Awards    | Mejor actriz de reparto de miniserie o telefilme           | Patricia Clarkson | Ganadora  | [ 36 ]        |
| Critics' Choice Television Awards    | Mejor actriz de reparto de miniserie o telefilme           | Elizabeth Perkins | Nominada  | [ 36 ]        |
| Producers Guild of America Awards    | Mejores productores de una miniserie                       | Marti Noxon, Jason Blum, Gillian Flynn, Amy Adams, Jean‐Marc Vallée, Nathan Ross, Gregg Fienberg, Jessica Rhoades, Vince Calandra, & David Auge | Nominada  | [ 37 ]        |
| Screen Actors Guild Awards           | Mejor interpretación femenina en una miniserie o telefilme | Amy Adams | Nominada  | [ 38 ]        |
| Screen Actors Guild Awards           | Mejor interpretación femenina en una miniserie o telefilme | Patricia Clarkson | Nominada  | [ 38 ]        |
| Gremio de Escritores de América      | Mejor drama adaptado en televisión                         | Ariella Blejer, Scott Brown, Vince Calandra, Gillian Flynn, Dawn Kamoche, Alex Metcalf, & Marti Noxon                                           | Nominada  | [ 39 ]        |
| Satellite Awards                     | Mejor miniserie                                            | Sharp Objects | Nominado  | [ 40 ] [ 41 ] |
| Satellite Awards                     | Mejor actriz - Miniserie o Telefilme                       | Amy Adams | Ganadora  | [ 40 ] [ 41 ] |